# مسجد قلعه همدان
مسجد قلعه در همدان، خیابان شریعتی، محله قاشقتراشان واقع شده و این اثر در تاریخ ۲۵ اسفند ۱۳۷۹ با شمارهٔ ثبت ۳۲۴۴ به‌عنوان یکی از آثار ملی ایران به ثبت رسیده است.